# Trachysida mutabilis
Trachysida mutabilis är en skalbaggsart som först beskrevs av Newman 1841.  Trachysida mutabilis ingår i släktet Trachysida och familjen långhorningar. Inga underarter finns listade i Catalogue of Life.